# Halphas

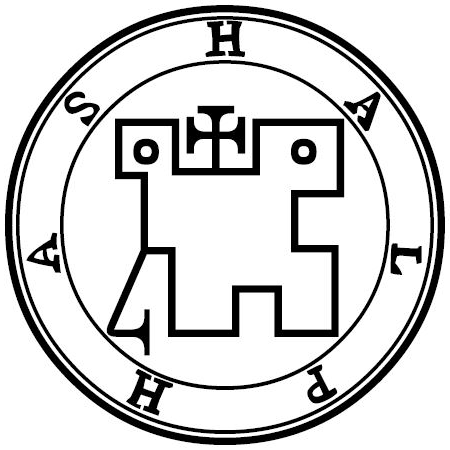
Le sceau de Halphas selon Mathers.

Halphas est un démon issu des croyances de la goétie, science occulte de l'invocation d'entités démoniaques.
Le Lemegeton le mentionne en 38e position de sa liste de démons tandis que la Pseudomonarchia daemonum le mentionne en 43e position,.
Grand comte de l'enfer, Halphas apparaît sous la forme d'une colombe avec une voix bruyante. Il bâtit des tours et les approvisionnes en munitions et en armes. Il envoie les hommes à la guerre. Enfin il commande 26 légions de démons. Il est possible que Malphas et lui ne soient qu'une seule et même entité.